# Eduardo Pizarro Leongómez
Eduardo Pizarro Leongómez (Bogotá, 1949) es un sociólogo, catedrático, escritor , periodista  y cronista del conflicto en Colombia.

## Biografía
Nació en la Clínica Marly de Bogotá en 1949. Es uno de los cinco hijos del vicealmirante Juan Antonio Pizarro García y Margot Fresia Leongómez Matamoros. 
Es Licenciado  en Sociología de la Universidad de  Vincennes, París VIII en 1975; con postgrado en Ciencias Políticas de la Universidad de Los Andes en 1977; maestría en Relaciones internacionales del Instituto de Altos Estudios para el Desarrollo  de la Universidad Externado de Colombia, de 1984;  DEA o Diplome d' Ëtudes  Approfondies del Instituto de Estudios Políticos de París, 1985-1986.
Fundador y Director del Instituto de Estudios Políticos y Relaciones Internacionales de la Universidad Nacional (Iepri) 1990-1992; 1998-1999. Es Profesor Emérito de la Universidad Nacional de Colombia. Ha sido analista político. Presidente de la Comisión Nacional de Reparación y Reconciliación de Colombia y de la Junta  para las víctimas ante la Corte Penal Internacional. Fue relator de la Comisión histórica del conflicto y sus víctimas, creada durante los diálogos de paz entre el gobierno colombiano y las FARC-EP.
Fue objeto de un atentado terrorista el 22 de diciembre de 1999, que su familia más cercana , y él mismo, atribuyen a las FARC-EP.Salvó la vida, pero quedó con lesiones y disminuciones físicas. Mientras que el comandante de las Farc, responsable del fallido atentado, encontró silla en el Congreso. (En libro de Vera Grabe Loewenherz. Carlos Pizarro. Historia a muchas voces. Bogotá : Taller de ediciones Rocca, 2024, p. 370). 
Es autor de muchas obras y artículos en los que estudia el conflicto armado colombiano, el cual conoce a profundidad, siendo las FARC-EP uno de sus temas más estudiados.
Ha sido Profesor Visitante del Instituto de Altos Estudios para América Latina de  la Universidad de París, en 1993. De la Universidad Tubingen, Alemania, 1996. De la Universidad Notre Dame, South Bend, USA, año 2000. De la Universidad de Princeton, año 2000 y del Instituto  de Estudios Iberoamericanos de la Universidad  de Columbia, Nueva York, años 1988- 2000.
Fue embajador de Colombia en los Países Bajos durante el gobierno de Juan Manuel Santos, desde el 7 de diciembre de 2011 al  22 de abril de 2015, y fue uno de sus asesores políticos..

## Familia

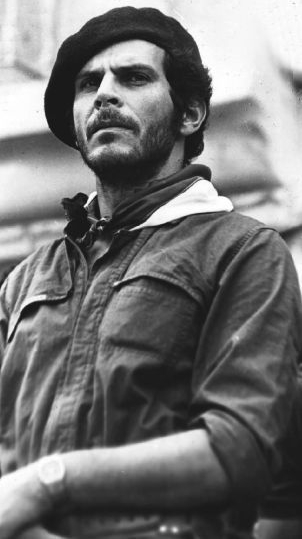
Carlos Pizarro, uno de sus hermanos.

Eduardo Pizarro es hijo del vicealmirante Juan Antonio Pizarro García y de su esposa Margot  Fresia Leongómez.  Es hermano de los fallecidos guerrilleros Carlos Pizarro y Hernando Pizarro.
Carlos Pizarro fue miembro de las Juventudes Comunistas de Colombia (Juco) y de las FARC entre 1970 y 1973, posteriormente fundador del Movimiento 19 de abril en 1973, y comandante desde 1985 de la guerrilla del M-19) hasta su desmovilización con la propuesta del presidente Virgilio Barco en enero de 1990. Fue candidato a la presidencia por el partido Alianza Democrática M-19. Y asesinado en campaña en abril de 1990.
El M19 y el Ricardo Franco realizaron muchas acciones conjuntas, como lo señala la periodista Laura Restrepo en Historia de un entusiasmo, Bogotá: Aguilar, 2005.
Hernando Pizarro fue también miembro de la Juco y de las FARC de las cuales deserto, posteriormente fue fundador y comandante del Comando Ricardo Franco Frente-Sur, grupo disidente de las FARC-EP, que realizó acciones conjuntas con el M19 en el Valle del Cauca, y que junto con José Fedor Rey perpetraron la llamada Masacre de Tacueyó.
Hernando Pizarro fue asesinado por las FARC-EP en 1995, crimen que sus líderes reconocieron  en 2020.
De los tres hijos conocidos de Carlos Pizarro, sus dos sobrinas, María del Mar Pizarro García y María José Pizarro Rodríguez, son miembros de la Cámara de representantes y el Senado, respectivamente, y ambas pertenecen al partido Pacto Histórico. Carlos Andrés Pizarro Molina, hijo póstumo, es un empresario.

## Obras
- Las FARC (1949-1966): De la autodefensa A la combinación de todas las formas de lucha (1991).  ISBN 9789586013451
- Insurgencia Sin Revolución: La guerrilla en Colombia en una perspectiva comparada (1996).ISBN 9789586016483
- La atomización partidista en Colombia: El fenómeno de las micro-empresas electorales (2002).[13]
- Una democracia asediada: balance y perspectivas del conflicto armado en Colombia (2004).   ISBN 9789580479284
- Las FARC 1949-2011: De guerrilla campesina a máquina de guerra (2011). ISBN 9789584536419
- Cambiar el futuro: historia de los procesos de paz en Colombia (1981-2016) (2017). ISBN 9789588931807
- De la guerra a la paz: las fuerzas militares entre 1996 y 2018 (2018) ISBN 9789584275202

Con otros 
Con Scott Mainwaring. La crisis de la representación democrática en los Andes (2006).ISBN 9789584507488